# Liste des abbés de Fontaine-Daniel
 (décembre 2024).
- Si vous ne connaissez pas le sujet, laissez ce bandeau (vous pouvez alors contacter les auteurs).
- Si vous supprimez le contenu mis en cause (vous pouvez préalablement contacter les auteurs),

argumentez précisément cette suppression dans la page de discussion
(un manque de référence n'est pas un argument ; une recherche réelle de référence doit avoir été effectuée, être formellement documentée).
 (décembre 2024).
 (décembre 2024).
Liste des abbés de Fontaine-Daniel :
L'abbaye de Fontaine-Daniel était, depuis son origine, administrée par un abbé régulier, et il en fut ainsi jusque vers 1460. Dans la liste qui suit de ces abbés réguliers, le nom de chacun d'eux est accompagné de dates, dont la plupart sont notées au Cartulaire du fonds Gaignières et ont trait à des événements inconnus[Interprétation personnelle ?][réf. nécessaire].

## Abbés réguliers

### XIIIesiècle
- Laurent. 1206.[réf. nécessaire]
- R.... 1207. — 1214. — 1216.[réf. nécessaire]
- Jean. 1223.[réf. nécessaire]
- Guillaume. 1228.[réf. nécessaire]
- Jean. 1241. — 1242. — 1247. — 125[réf. nécessaire]2.
- Jean dit Mauhet. 1254. — 1256. — 1259. Il y a peut-être identité de personne entre ces deux derniers abbés[Interprétation personnelle ?][réf. nécessaire].
- Raoul. 1271. — 1272[réf. nécessaire].
- Jean. 1299[réf. nécessaire].

### XIVesiècle
- Etienne. 1358.
- Pierre. 1370.
- Pierre Moïse. 1395. — 1396.

### XVesiècle
- Pierre. 1399. — 1400. — 1405. Ces trois noms pourraient bien ne s'appliquer qu'à un seul abbé.
- Guillaume. 1416. — Député de son ordre au concile de Constance.
- Pierre. 1420.
- Jean[1].
- Michel. 1430.
- Guillaume du Verger[2]
- Mâcé Couaillier. 1437. — 1447.
- Jean Goulu ou Goulier. 1448. — 1459.
- François Cherot 1459. — 1477.
- Jean Courtin 1477. — avril 1499

### XVIesiècle
- Matthieu (ou Macé) Petiot[3]. avril 1499 - 1522
- Michel Le Fevre
- Frère Etienne 1558

## Abbés commendataires

### XVIesiècle
- Jean II de Beauvau
- N. Penhouët
- Lancelot du Fau
- 1525, 1530 Pierre Cordier
- avant juillet 1552 : François de Boislève
- 1555, † 1560 : Jean du Bellay
- 1560, 1562 : Giovanni Antonio Serbelloni[4]
- 1562, résigne, 1570 : Bernardin de Saint-François
- 1570, résigne, 1570 : Jean de Morderet
- 1572, résigne, 1581 : Jean Orry
- 1581, † 1598 : René du Bellay de la Feuillée

### XVIIesiècle
- 1598, 1617 : Antoine du Pont, sieur du Préau (fin du XVIe siècle et commencement du XVIIe)[5]
- 1617, résigne, 1628 : Apollon d'Albret, baron de Mircent, conseiller du roi en ses conseils d'Etat et privé, protonotaire apostolique (1620, 1621, 1626).
- 1628-? Jean Le Veneur, qui posséda en même temps les abbayes de Silly et de Fontaine-Daniel[6].
- ?-? :Jacques le Veneur (1625-1637), frère du précédent, qui fut nommé abbé commendataire de Silly. Il était aussi abbé des abbayes de Fontaine-Daniel, de Fontaine-le-Comte et de Ferrières, conseiller et aumônier du roi, comte de Carrouges et baron de Beaumais et de Bécon[7].
- ?-résigne, 1661 : François le Veneur[8] (1637-1667), fils de Tanneguy II, comte de Tillières, également abbé commendataire de Fontaine-Daniel et de Fontaine-le-comte, mort en 1667. Il était conseiller et aumônier du duc d'Orléans, fils de Tanneguy Le Veneur, ambassadeur de France en Angleterre et de Catherine de Bassompierre, sœur du maréchal François de Bassompierre. François Le Veneur mourut en 1667 et son inhumation eut lieu au séminaire de Valognes.
- 1661-1677 : Jean de Saint-Denis (de 1664 à 1677).
- 1677-1680 : François Ignace de Montsaulin de Montal, fils de Charles, comte de Montal et de Gabrielle de Solanges-Frédault, abbé de Reigny, de Châtrices. Nommé abbé commendataire le 28 avril 1677, il se démit en 1680. La commende était alors chargée d'une pension de quinze cents livres, qui avait été constituée au profit de Philbert de Saint-Denis, un parent sans doute du précédent abbé.

### XVIIIesiècle
- 1680, † 1723Louis de Courcillon de Dangeau
- 1723, † 1755 : Claude Bouhier de Lantenay
- 1755-1790 : Louis Gabriel de Galliffet[9] est le dernier abbé de Fontaine-Daniel. Il n'est connu par Grosse-Duperon que par sa correspondance pendant les dernières années de l'abbaye. C'était un vieillard qui finissait doucement son existence, tantôt à Paris, tantôt à son château de la Fontaine, en Saint-Mars-d'Outillé, dont il faisait sa maison des champs. Ses infirmités, sa vue faible, un catarrhe ne lui permettaient que de rares voyages à Mayenne : il s'en était remis entièrement du soin de ses intérêts à ses fermiers généraux et aux officiers de la baronnie de Fontaine-Daniel. L'avocat Barbeu, déjà son juge civil et criminel, devint aussi son fermier.